# حقائق عن التصوف
حقائق عن التصوف، كتاب للشيخ عبد القادر عيسى في التصوف، يتحدث فيه عن التصوف، وتاريخه، ومصطلحاته، وذكر أدلته.